# Berbourg
Berbourg (Luxemburgs: Berbuerg, Duits: Berburg) is een plaats in de gemeente Manternach en het kanton Grevenmacher in Luxemburg.
Berbourg telt 626 inwoners (2001).

## Geboren
- Mathias Reckinger (1899-1976), kunstschilder

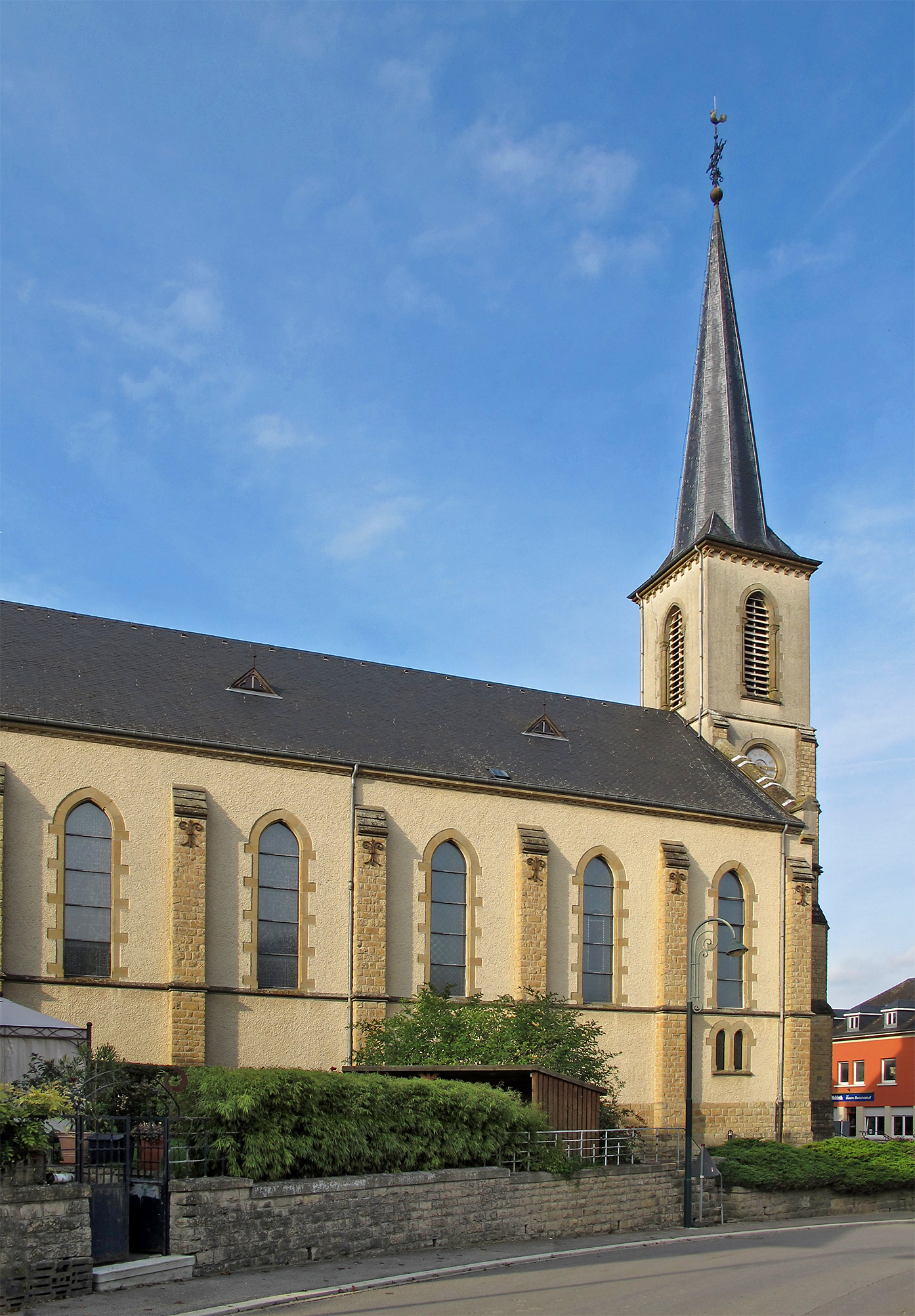
De kerk van Berbourg

Berbourg · Lellig · Manternach · Münschecker

Luxemburgse gemeenten · Kanton Grevenmacher · Luxemburg